# Wilhelm Kisky
Wilhelm Kisky (* 29. November 1881 in Köln; † 30. April 1953) war ein deutscher Historiker und Archivar.

## Leben
Wilhelm Kisky war ein Sohn des Kölner Buchdruckers Joseph Kisky und dessen Ehefrau Gertrud Kautz. Nach dem Besuch des Gymnasiums in Köln studierte er Geschichte und historische Hilfswissenschaften in Freiburg, Berlin und Bonn. Unter Aloys Schulte wurde Kisky 1906 promoviert. Die Gesellschaft für Rheinische Geschichtskunde beauftragte ihn daraufhin mit der Bearbeitung der Regesten der Erzbischöfe von Köln im Mittelalter.
1913 wurde Kisky Direktor des Archivs der Fürsten zu Salm-Salm in Anholt. Während des Ersten Weltkriegs war er in der Verwaltung des Generalgouvernements Belgien eingesetzt.
Im Dezember 1920 kam Kisky an das neu geschaffene Reichsarchiv in Potsdam, verließ es aber nach vier Jahren um sich seinen wissenschaftlichen Studien zur rheinischen Geschichte und zum katholischen Pressewesen widmen zu können. 1928 gründete die rheinische Provinzialverwaltung eine Archivberatungsstelle und machte Kisky zu deren Leiter. Während des Zweiten Weltkriegs sorgte die Beratungsstelle für die Auslagerung wertvollen Archivgutes in Schlösser des rheinischen Adels und befasste sich mit der Archivpflege in Luxemburg. Nach dem Krieg wurde die Beratungsstelle zur Landesarchivverwaltung Nordrhein-Westfalens erhoben. 1951 trat Wilhelm Kisky in den Ruhestand, zwei Jahre später starb er nach längerer schwerer Krankheit.

## Familie
Wilhelm Kisky war seit 1910 mit Margarete Becker verheiratet und hatte mit ihr die Kinder Margareta (* 1911), Wilma (* 1913) und Hans (1920–1965).